# Whately
För andra betydelser, se Whately (olika betydelser).
Whately är en kommun (town) i Franklin County i delstaten Massachusetts, USA med 1 496 invånare (2010). Staden grundades redan 1672 och är en av de äldre i USA. Den har enligt United States Census Bureau en area på 53,5 km².